# Matteo dal Nasaro Veronese
Matteo dal Nasaro Veronese (Verona, ?-circa 1548), también conocido como Matteo dal Nasaro de Verona, fue un escultor italiano.
Nació en Verona, pero alcanzó fama en París. Según Giorgio Vasari, en su libro de biografías Le vite de' più eccellenti pittori, scultori e architettori, Matteo dal Nasaro sobresalió en la producción de retratos en camafeo.